# Reprezentacja Rosji na Mistrzostwach Świata w Wioślarstwie 2009
Reprezentacja Rosji na Mistrzostwach Świata w Wioślarstwie 2009 liczyła 26 sportowców. Najlepszymi wynikiami były 6. miejsca w jedynce kobiet i czwórce podwójnej kobiet.

## Medale

### Złote medale
Brak

### Srebrne medale
Brak

### Brązowe medale
Brak

## Wyniki

### Konkurencje mężczyzn
- dwójka podwójna wagi lekkiej (LM2x): Jurij Szczełokow, Iwan Kudriawcew – 17. miejsce
- czwórka podwójna (M4x): Władisław Riabcew, Władimir Wołodenkow, Artiom Kosow, Siergiej Fiodorowcew – 9. miejsce
- czwórka bez sternika wagi lekkiej (LM4-): Aleksandr Czaukin, Witalij Badulin, Jewgienij Sinicyn, Jurij Pszenicznikow – 18. miejsce
- ósemka (M8+): Dienis Kleszniew, Anton Sołdunow, Nikita Morgaczow, Aleksandr Lebiediew, Roman Worotnikow, Igor Sałow, Anton Zarucki, Dienis Markiełow, Pawieł Safonkin – 10. miejsce

### Konkurencje kobiet
- jedynka (W1x): Julia Lewina – 6. miejsce
- dwójka bez sternika (W2-): Maja Żuczkowa, Alewtina Podwiazkina – 8. miejsce
- czwórka podwójna (W4x): Julia Czagina, Anna Juczenko, Olga Samulenkowa, Julija Kalinowska – 6. miejsce